# Elecciones generales de Sierra Leona de 1986
Las elecciones generales de Sierra Leona se llevaron a cabo entre el 29 y 30 de mayo, siendo las segundas y últimas elecciones unipartidistas del país. En 1991, un referéndum devolvería al país la democracia multipartidista, aunque las siguientes elecciones no se llevarían a cabo hasta 1996, después de un período de gobierno militar (1992-1996). Las elecciones se llevaron a cabo antes de lo previsto después de la disolución anticipada del Parlamento. Según los informes, esto se hizo con el fin de "elegir un Parlamento que refuerce el 'nuevo orden' de la reforma económica y la probidad pública defendida por el nuevo presidente", Joseph Saidu Momoh.

## Distribución final
| Partido                                                 | Escaños |
| ------------------------------------------------------- | ------- |
| Congreso de Todo el Pueblo                              | 105     |
| Elegidos por los Jefes Supremos Tribales                | 12      |
| Elegidos por el presidente (Congreso de Todo el Pueblo) | 10      |
| Total                                                   | 127     |